# Adolf Lang (Pädagoge)
Adolf Lang (* 8. März 1823 in Wien; † 4. Jänner 1897 ebenda) war ein österreichischer Pädagoge.

## Leben
Adolf Lang, Sohn eines Polizeibeamten, studierte zunächst Jus und anschließend Klassische Philologie an der Universität Wien. 1851 legte er die Lehramtsprüfung für den Sprachunterricht an Untergymnasien ab und wurde bis 1853 als Supplent am Staatsgymnasium in Marburg an der Drau, danach am Deutschen Gymnasium in Preßburg eingesetzt. 1854 erweiterte er seine Lehrbefähigung auf Obergymnasien und wurde zum Professor an der Theresianischen Ritterakademie und am Akademischen Gymnasium ernannt.
1857 wurde Lang als Direktor an das Marburger Gymnasium bestellt, wo er 1858 anlässlich der Centenarfeier eine Schillerstiftung zur Prämierung poetischer Versuche von Schülern in deutscher und slowenischer Sprache begründete. 1862 erwirkte er die Einführung des Turnunterrichts.
Nach heftigen Angriffen wegen seiner loyalen Haltung gegenüber den Slowenen trat Lang 1868 von seiner Stellung zurück und war danach von 1869 bis 1871 als Professor für Latein und Griechisch am k. k. Real-Obergymnasium in Wien III. tätig. Daneben initiierte er in seiner Funktion als Schulinspektor des politischen und Schulbezirks Großenzersdorf die Gründung einer Bezirkslehrerbibliothek. 1871 wurde Lang zum Landesschulinspektor für die humanistischen Fächer an sämtlichen Mittelschulen in Niederösterreich bestellt. Ab 1879 wurde Lang im Unterrichtsministerium mit dem Referat über die Gymnasialangelegenheiten betraut, dazu leitete er die Prüfungskommission für das Lehramt der Stenographie.
1882 wurde er zum Hofrat ernannt und trat in den Ruhestand. Im Anschluss lebte er zeitweise in Baden, wo er zwischen 1888 und 1889 als erster Gemeinderat und Vizebürgermeister amtierte.

## Wirken
Adolf Lang verfasste eine Reihe wissenschaftlicher und pädagogischer Abhandlungen. In den Gymnasialenquêten, die vom Minister einberufen wurden, war er initiativ und besonders durch sein „Promemoria“ von 1881 richtungsweisend.

## Schriften (Auswahl)
- Über den Hesiodischen Mythos von den ältesten menschlichen Geschlechtern an, In: Jahresbericht der k. k. Theresianischen Akademie, 1856;
- Epilog zur 100. Jubelfeier am k. k. Gymnasium in Marburg an der Drau, 1858;
- Bürgersinn, Festspiel in 2 Aufzügen, 1861;
- Homer und die Gabe des Dionysos, In: Programm des k. k. Gymnasiums Marburg an der Drau, 1862;
- Die Realien an Gymnasien, In: Zeitschrift für die österreichischen Gymnasien, 1871;
- Über die Maturitätsprüfung an den österreichischen Gymnasien, 1872;
- Über die Lehrziele der österreichischen Gymnasien und Realschulen, 1872;
- Über die Reformbestrebungen auf dem Gebiet der Realschule, 1874;
- Promemoria betreffend die Organisation der österreichischen Gymnasien, 1881;